# 和歌山県植物公園緑花センター
和歌山県植物公園緑花センター（わかやまけんしょくぶつこうえんりょっかセンター）とは、和歌山県岩出市にある公園である。通称は緑花センター。
当センターは、一般社団法人 木の国ガーデンが管理および運営を指定管理者として受託している。

## 概要
1979年（昭和54年）に開園した。緑花センターは、その名称の通り、花や緑が豊かな郊外の公園である。センター内には、四季の花々を植えている花壇や熱帯・亜熱帯の観葉植物を育てている温室、子供が遊べるわんぱく広場（アスレチック）やウッディハウス・ハス池等の施設がある。和歌山県北部（和歌山市など）では、遠足で訪れることも多い。
また、和歌山県内の優良土産品を販売する「紀州ふるさとの店」も併設されている。

## 沿革
- 1979年5月 - 和歌山県植物公園緑花センター開園。
- 1996年4月 - 入園者400万人を達成。
- 2002年11月 - 入園者500万人を達成。
- 2010年2月 - 入園者数600万人を達成。
- 2016年4月 - 入園料が無料になる。

## 施設
- 開園時間 - 9:00-17:00（なお、入園は午後4時30分まで）
- 休園日 - 毎週火曜日（火曜日が祝日の場合は翌水曜日）および12月28日-1月1日、1月22日-25日（正月は1月2日より開園）
- 駐車場 - 無料（本館駐車場113台、東駐車場186台）
- 入園料 - 無料
- バス停 - 樽井駅前、砂川駅前、岩出駅前から和歌山バス那賀岩出樽井線に乗車し、緑花センター前停留所下車すぐ。もしくは岩出市巡回バス東コースに乗車し、緑花センター・根来公園墓地前停留所下車すぐ。
- 最寄駅 - JR阪和線 紀伊駅もしくはJR和歌山線 岩出駅

## 所在地
- 和歌山県岩出市東坂本672番地

## 写真

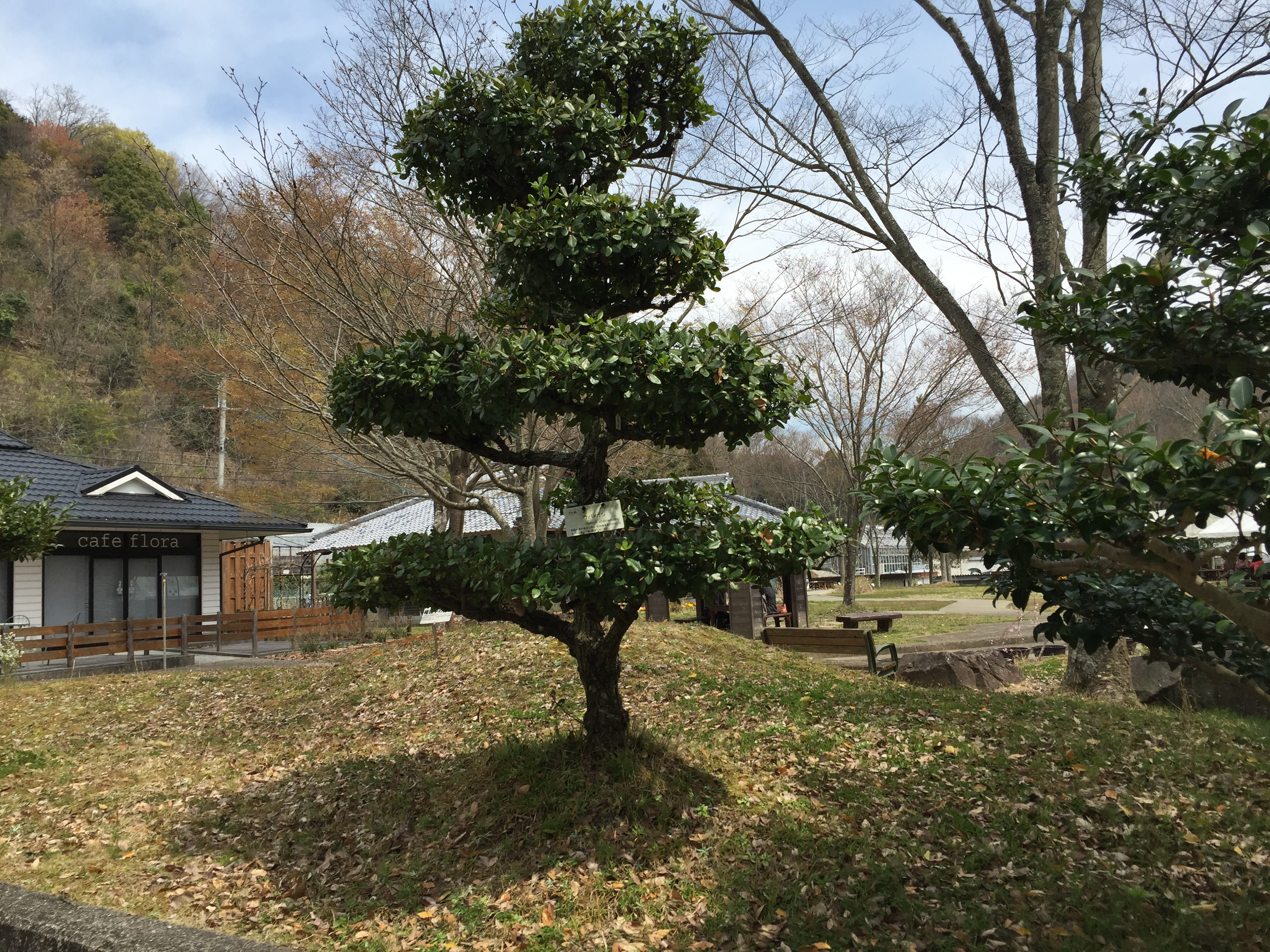
和歌山県の木、ウバメガシ
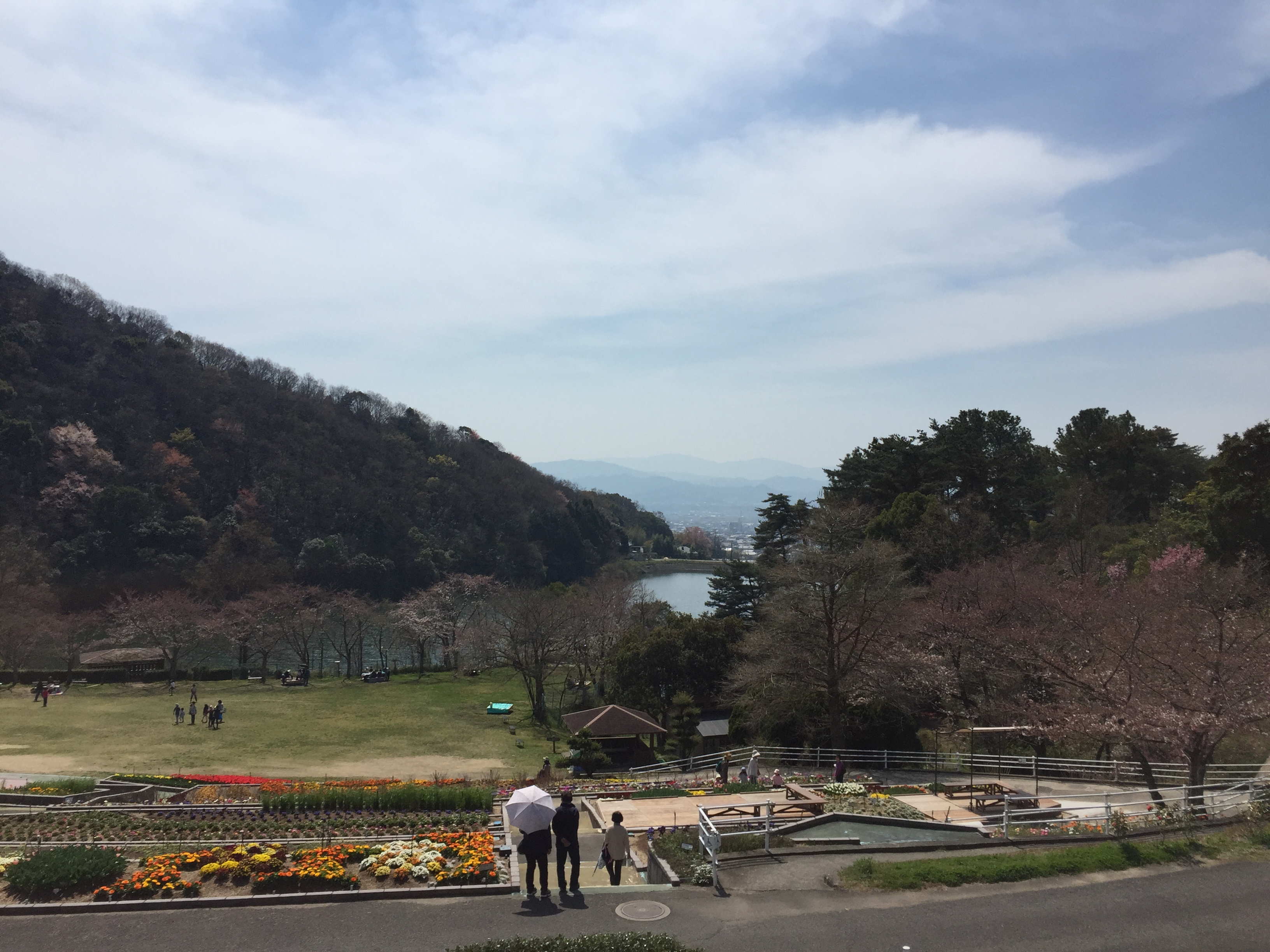
芝生広場の向こうに岩出市下を一望する
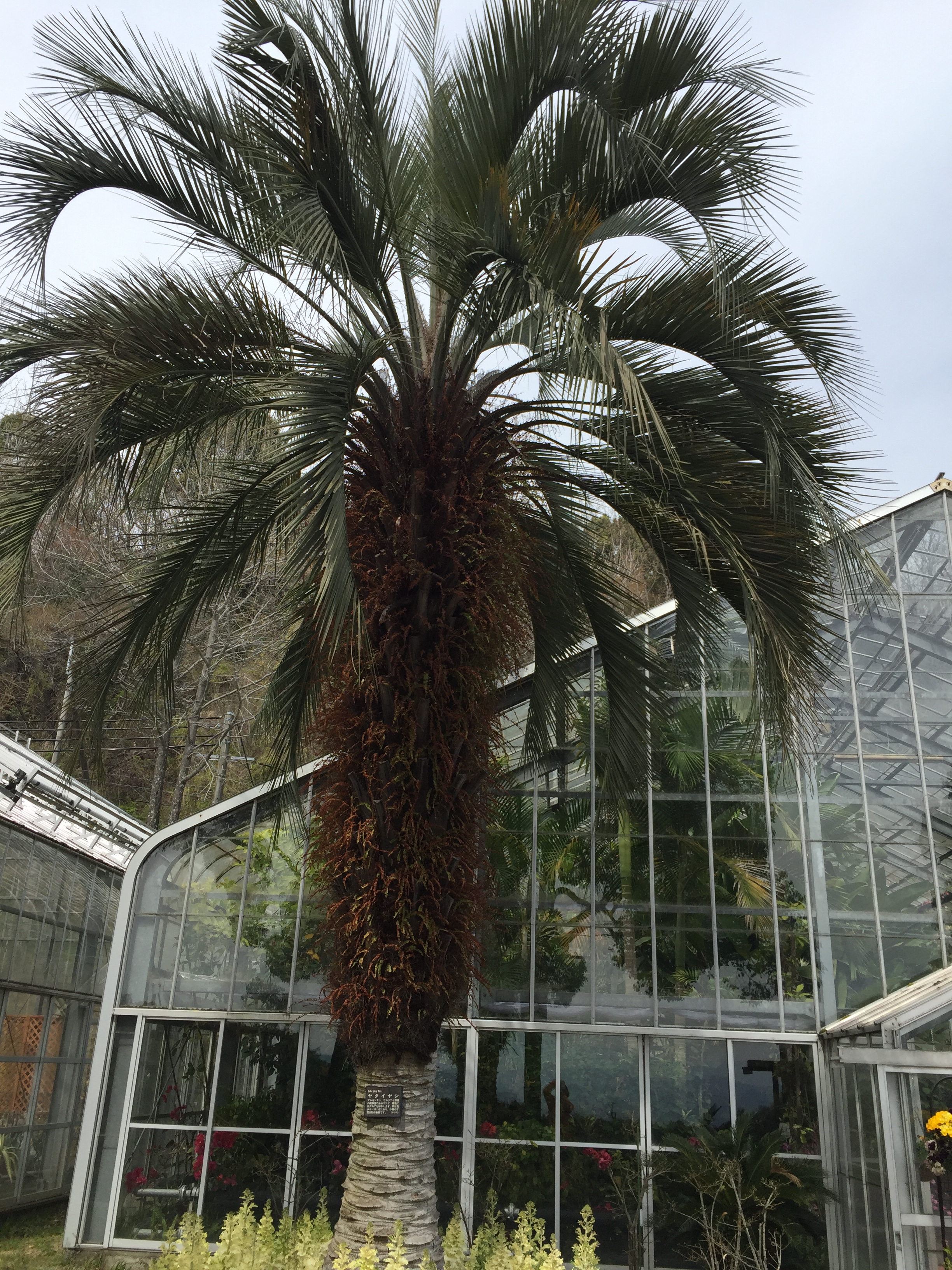
ヤタイヤシ。和歌山県下では屋外で越冬できる

## 周辺情報
- 根来寺
- 岩出市民俗資料館
- 岩出市立岩出図書館
- 根来山げんきの森
- 道の駅根来さくらの里
- 近畿大学生物理工学部